# Казимир I (герцог Померании)
Казимир I (до 1135 — октябрь-ноябрь 1180) — герцог Померании и Щецина (1155/1156 — 1180) и Дымина (1160—1180).

## Биография
Представитель династии Грифичей. Младший сын князя Западной Померании Вартислава I (ок. 1100—1135/1148) и, вероятно, княгини Иды.

## Ранние годы
С ранней молодости он принимал участие в общественной жизни княжества. Вместе со своим дядей Ратибором I участвовал в пиратских набегах на датские острова. В 1155/1156 году Казимир вместе со старшим братом Богуславом стал управлять Померанией. В 1157 году князь поморские воевали на стороне Польского княжества против германского императора Фридриха Барбароссы, а спустя два года — против Дании.

## Разделение княжества
С 1160 года Казимир стал самостоятельно править северной частью Поморского княжества со столицей в Дымине. В этом году произошло разделение княжества между братьями Богуславом и Казимиром. Казимир получил во владение район, в который входили Деммин, Камень-Поморский, Барт, Тшебятув, Волин, Старгард и частично Колобжег. Таким образом, Казимир признал верховную власть старшего брата Богуслава и титуловался князем на Дымине. Его старший брат Богуслав взял под свой контроль другие земли со столицей в Щецине. Некоторые земли на востоке Померании перешли в совместную собственность обоих братьев.
Казимир Дыминский вынужден был отражать многочисленные нападения маркграфов Бранденбурга, герцогов Саксонии, князей Рюгена и датчан. В 1164 году Казимир Дыминский признал свою ленную зависимость от герцога Саксонии Генриха Льва из-за земли племени Черезпеняне (между реками Пеене и Рекница), которое после 1170 года вернулось в состав Поморского княжества. В то же время после подавления датчанами и саксонцами восстания племени хижан, в котором принимал участие князь Дыминский, земли племени хижан были разделены на три княжества, одно из которых перешло под юрисдикцию Казимира.

## Взятие Арконы и датское завоевание Рюгена
В 1168 году Казимир Дыминский вместе со старшим братом Богуславом Щецинским участвовал в разрушении последней языческой крепости на острове Рюген — Арконы. Организатором экспедиции на Аркону стал датский король Вальдемар I Великий. Захватчики захватили и разграбили легендарные сокровища храма Святовита в Арконе, сильного и последнего центра языческого культа. В походе на Аркону участвовал последний князь бодричей и первый герцог Мекленбурга Прибислав.
Войском командовал епископ Роскилле Абсалон. После тяжелых боёв и неудачных попыток взять крепость захватчики в конце концов сломили сопротивление осажденных при помощи огня. Аркона сдалась после сожжения деревянной башни и палисада на вершине вала. Руянские князья Яромар I и Теслав сдались на милость победителей. После разграбления Арконы жители Рюгена вынуждены были принять христианство.
Казимир Дыминский, продолжая политику своего отца Вартислава, завоевал Велецкие земли. Поморские князья расширили свои владения дальше на юг до границ Северной марки, которая находилась под правлением маркграфов Асканийских. После завоевания земель доленчан и ратарей Казимир передал во владение церкви несколько деревень (1170).

## Вассальная зависимость
Поморские земли стали местом постоянных нападений датчан. Датские набеги были мучительными для местного населения, они стали реальной проблемой для князя Казимира Дыминского. В 1170 года на реке Дзивна в городе Волин произошло столкновение датского и поморского флотов. В районе острова Хшонщенского произошла битва, во время которой Казимир, командуя 50 судами, одержал победу над датским флотом.
В 1173 году последовала война с коалицией данчан, руян и саксов на территории Поморья. Датчане захватили города Волин, Камень-Поморский, Вольгаст и Гюцков. Князья Богуслав и Казимир Поморские поддержали своего сюзерена Генриха Льва в борьбе против императора Священной Римской империи Фридриха Барбароссы. Эти войны сильно ослабили Поморское княжество. Император Фридрих Барбаросса, желая ослабить силы Генриха Льва, предложил поморским князьям признать вассальную зависимость от Священной Римской империи. В присутствии короля Дании Вальдемара Великого князья Померании Богуслав Щецинский и Казимир Дыминский признали ленную зависимость от императора.

## Последние годы жизни
Князья поморские, будучи вассалами саксонского герцога Генриха Льва, поддерживали своего сюзерена в войне с Гогенштауфенами, особенно Казимир Дыминский. Поморяне предпринимали дальние походы на земли лужичан и позднее на Бранденбург, против врагов Вельфов. В 1180 году Оттон I с войском вторгся в Померанию. Во время отражения похода на поле боя и погиб князь Казимир Дыминский. Саксонского хроника XIII века и Кодекс из Цвиккау сообщают, что Казимир Дыминский погиб в бою с бранденбургским маркграфом Оттоном.
Арнольд Любекский в «Славянской хронике» сообщает о смерти князя Казимира сразу же после описания военного похода императора на Саксонию. Дания, воспользовавшись смертью правителя северной части княжества, атаковала оборонительные укрепления в Свиноуйсьце. Это внезапное нападение было прервано смертью короля Дании Вальдемара Великого. После смерти князя Казимира Дыминского поморяне перешли из лагеря Генриха Вельфа и перешли на сторону германского императора Фридриха Гогенштауфена. В 1181 году князь Богуслав Щецинский признал себя вассалом императора.
Некоторые источники утверждают, что князь Казимир был похоронен в кафедральном соборе в Камне- Поморском, наверное, опираясь на то, что он был первым основателем церкви. По другой версии, он был похоронен премонтстрантском монастыре на острове Узедом в Балтийском море.

## Семья
Женой Казимира была дочь графа Гольштейна (имя неизвестно), возможно, дочь графа Адольфа II и Матильды Шварцбургской. У них был сын Адольф (Одоланус), умерший в юности. Также вероятно у них в браке были и другие дети, которые умерли в раннем детстве. Иногда Казимиру приписывают двух дочерей: Доброславу и Святохну (Я. Поверский), которые по данным историка Э. Римара были дочерьми других князей.